# روبرت هوارث
روبرت هوارث (بالإنجليزية: Robert Howarth)‏ هو سياسي بريطاني، ولد في 31 يوليو 1927 في بولتن في المملكة المتحدة. حزبياً، نشط في حزب العمال. في الانتخابات العامة في المملكة المتحدة 1964 ‏، انتخب عضو البرلمان الثالث والأربعون للمملكة المتحدة عن دائرة بولتن الشرقية ‏ (15 أكتوبر 1964 – 10 مارس 1966) وفي الانتخابات العامة في المملكة المتحدة 1966 ‏، انتخب عضو البرلمان الرابع والأربعون للمملكة المتحدة عن دائرة بولتن الشرقية ‏ (31 مارس 1966 – 29 مايو 1970).